# 张贞 (民国)

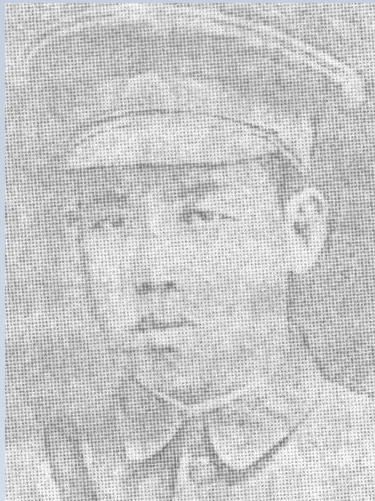
张贞

张贞（1884年2月8日—1963年12月29日），字幹之，原名张善兴，字浩然，福建诏安人，中华民国大陆时期福建军阀。1928年—1932年，割据以漳州为中心的闽南地区，被称作“闽南王”。

## 早年
张贞的父亲经营糖业，家境殷实。张贞7岁入私塾读书，18岁应县试不第，后入丹诏小学堂高级班就读。清宣统二年（1910年），考入漳州府中学堂，改名张贞，字幹之。宣统三年（1911年），成为中国同盟会会员，参加漳州学生光复队，参与光复福州行列。
民国元年（1912年）初，张贞参加福建学生北伐军，由福州赴上海转南京，在南京加入国民党，他带领的学生北伐军改编为大总统卫士队。同年10月，张贞入陆军第二预备学校受训。袁世凯称帝后，张贞奉孙中山之命回福建参加反袁护国斗争。先在福建靖国军总指挥方声涛部下任旅长、军长，后任福建自治军司令。民国十二年（1923年），张贞任东路讨贼军第八军前敌司令，入广东讨伐陈炯明。潮汕战役失利后，被孙中山召至广州任大元帅府副官长。

## 崛起
民国十三年（1924年），张贞任国民革命军第一军独立团团长。民国十五年（1926年），张贞率独立团进入汕头辖区，防线直抵黄岗和诏安，后又率部将北洋军阀张毅的部队驱逐出漳州，挺进福州，升任国民革命军独立第四师师长兼福建政务委员会主任及福州警备司令。民国十六年（1927年）4月，张贞接到蒋介石“清党”密令，却纵其部属陈祖康、陈尚友（陈伯达）逃出福州；同年，独立师奉令调往浙江、上海，后驻防南京，张贞任首都卫戍司令。

## 驻防漳州
民国十七年（1928年）1月，蒋介石命张贞率部回驻漳州，并分防龙岩、泉州，兼任“闽南剿匪司令”，所部番号由独立第四师先后改为中央陆军暂编第一师、中央陆军新编第一师、陆军第四十九师。张贞驻漳州期间，出兵东江流域，与桂系交战，原想攻下潮汕，结果被徐景唐打得大败。同年3月8日，中共平和县临委书记朱积垒在平和领导农民暴动，张贞派兵会同当地保安队实行镇压。他还派旅长杨逢年进驻龙岩，围剿闽西红军，烧杀掳掠，实行“三光政策”。民国二十年（1931年）2月，张贞派出一团兵力配合粤军围剿饶和埔诏苏区；10月，龙溪县北乡农民3000余人要求减租减息、废除苛捐杂税，举行示威游行，张贞实行“清乡”，逮捕大批群众与农会会员。张贞部驻防漳州期间，大量收编土匪民军，把四十九师编制由丙种师3个团扩充为甲种师2个旅、6个团，加上其他直属部队和各县的警备大队，兵员达2万余人，每月需开支军费20万元，而军政部仅给6万余元，因军费不敷，他便巧立名目，在防区内征收各种苛捐杂税，如烟苗捐、田亩捐、花（妓女）捐、赌博捐、防务捐、飞机捐等多达30余种，还自设“民兴银行”，擅印钞票，民众苦不堪言，故有“张毅换张贞，捐税加二升”的民谣。闽西南的漳州、泉州、永春等地的政治、军事、财政都为张贞控制，形成割据局面，俨然独立王国。
民国二十一年（1932年）4月，毛泽东率红军东征，从龙岩直捣漳州。张贞部一败涂地，主力在龙岩被歼，残部于民国二十二年（1932年）被十九路军兼并，张贞被解除军权。离职后，张贞到南京待命，不久被任命为国民党中央委员、执委。

## 失势后
民国二十二年（1933年）11月，十九路军在福州发动“闽变”，成立中华共和国人民革命政府，蒋介石命张贞以國民政府軍事委員會委員長南昌行營军事特派员身份回闽南协助讨伐。张贞在诏安成立“第四讨逆军”，迅速占领闽南各县，但“闽变”平定后，仍未得重用。
民国二十三年（1934年），张贞奉命到马来亚、印度尼西亚等地宣慰华侨；冬，任國民政府軍事委員會高级参议。民国二十六年（1937年）冬，任广州行营总参议，军衔为中将。民国二十七年（1938年），到四川、西康视察党政工作。民国二十八年（1939年）冬，任军事委员会军风纪第四巡察团主任委员，晋升为陆军上将；民国三十一年（1942年），调任军风纪第一巡察团主任委员。所任均系闲职，张贞为此郁郁不乐。
抗战胜利后，军风纪巡察团于民国三十五年（1946年）撤销，张贞转为预备役。退休后，张贞回到漳州，也常到厦门鼓浪屿居住。民国三十六年（1947年），当选立法委员。民国三十八年（1949年），解放军进驻漳厦前，张贞携家眷逃往台湾，任战略顾问委员会委员，并擔任立法院國防委員會召集人10余年。1963年12月29日午夜11時，张贞病逝于臺北榮民總醫院，终年79岁，即日移靈臺北市極樂殯儀館。1964年1月7日公祭後，葬於陽明山公墓。